# Borovce
Borovce (allemand : Borowitz , hongrois : Bori) est un village de Slovaquie situé dans la région de Trnava.

## Histoire
Première mention écrite du village en 1262.

## Démographie

### Évolution de la population
| Année:               | 1994. | 2004.   | 2014.   | 2024.    |
| -------------------- | ----- | ------- | ------- | -------- |
| Nombre de personnes: | 853   | 913     | 1002    | 1211     |
| Différence:          |       | +7,03 % | +9,74 % | +20,85 % |

| Année:               | 2023. | 2024.   |
| -------------------- | ----- | ------- |
| Nombre de personnes: | 1197  | 1211    |
| Différence:          |       | +1,16 % |